# Новосельское (Приморский край)
Новосе́льское — село в Спасском районе Приморского края. Входит в состав Спасского сельского поселения.

## География
Село Новосельское стоит на правом берегу реки Спасовка, до озера Ханка около 4 км.
Дорога к селу Новосельское идёт на северо-запад от села Луговое. Расстояние до города Спасск-Дальний (через Луговое, Степное и Спасское) около 23 км.
От села Новосельское на север идёт дорога к селу Лебединое.

## История
До 1972 года село носило китайское название Сантахе́за. Переименовано после вооружённого конфликта за остров Даманский.

## Население
| 1926 | 1959 | 1970 | 1979  | 2002  | 2003  | 2010  |
| ---- | ---- | ---- | ----- | ----- | ----- | ----- |
| 37   | ↗800 | ↗900 | ↗1274 | ↘1240 | ↗1267 | ↘1078 |

## Улицы
| - ул. Гагарина, - ул. Горловская, - ул. Зелёная, - ул. Конторская, - ул. Лесная, - ул. Магистральная, | - ул. Молодёжная, - ул. Набережная, - ул. Нагорная, - ул. Новая, - ул. Новосельская, - ул. Полевая, | - ул. Садовая, - пер. Северный, - ул. Строительная, - ул. Центральная, - ул. Юбилейная. |

## Экономика
Сельскохозяйственные предприятия Спасского района, рисоводство.